# Nennhausen
Nennhausen es un municipio situado en el distrito de Havelland, en el estado federado de Brandeburgo (Alemania). Tiene una población estimada, a fines de 2023, de 1809 habitantes.
Está integrado a la mancomunidad de municipios (en alemán, amt) de Nennhausen.